# Rhaphuma rubromaculata
Rhaphuma rubromaculata là một loài bọ cánh cứng trong họ Cerambycidae.